# 나는 지금 화가 나있어
《나는 지금 화가 나있어》은 매주 화요일 밤 8시 30분에 방송인 예능 프로그램이다.

## 출연진
- 이경규
- 박명수
- 권율
- 덱스